# Amalie Motander
Amalie Motander, född 17 maj 1815 i Köinge, död 16 maj 1889 i Halmstad, var en svensk fotograf, skolföreståndare och sömmerska. Hon var den första kända kvinnliga yrkesfotografen i Sverige, dessutom den första som var verksam redan på 1840-talet.

## Biografi
Amalie Motander föddes år 1815 i Köinge i Halland. Hennes föräldrar var lands- och stadsfiskalen Isak Ulrik Motander och hans hustru Anna Maria Planck. På 1830-talet flyttade familjen till Halmstad.

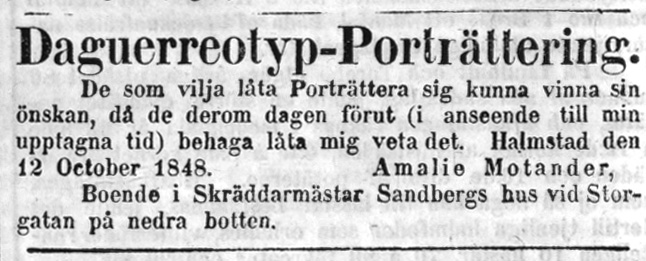
Amalie Motanders annons i Hallands Läns Tidning den 12 oktober 1848.

År 1839 flyttade Amalie Motander till Stockholm, men återvände till Halmstad på 1840-talet. År 1848 annonserade hon i Hallands Läns Tidning sina tjänster inom daguerreotyp-porträttering. Medan de flesta andra fotografer under daguerreotypins första årtionde reste runt till olika städer och erbjöd sina tjänster via lokala agenter använde hon sin bostad som ateljé. Det gjorde henne även till Halmstads första bofasta fotograf.
Det är okänt hur länge Amalie Motander var verksam som fotograf. De följande åren erbjöd hon även olika handels- och tapisseritjänster, arbetade som sömmerska och öppnade år 1861 en flickskola i Halmstad.